# Архиепархия Сполето-Норчии
Архиепархия Сполето-Норчии (лат. Archidioecesis Spoletana-Nursina, итал. Arcidiocesi di Spoleto-Norcia) – архиепархия-митрополия Римско-католической церкви в церковной области Умбрия, подчиняющаяся непосредственно Святому Престолу. В настоящее время архиепархией управляет архиепископ Ренато Боккардо.
Клир епархии включает 141 священника (83 епархиальных и 58 монашествующих священников), 5 диаконов, 73 монаха, 293 монахини.
Адрес епархии: Via Aurelio Saffi 13, 06049 Spoleto, Italia.

## Территория
В юрисдикцию епархии входит 76 приходов в 25 коммунах провинций Перуджа и Терни в Умбрии: Сполето, Норча, Каша, Беванья, Монтефалько, Гуальдо-Каттанео, Джано-делл'Умбрия, Селлано, Треви, Кастель-Ритальди, Кампелло-суль-Клитунно, Монтелеоне-ди-Сполето, Поджодомо, Валло-ди-Нера, Пречи, Сант'Анатолия-ди-Нарко, Скеджино, Черрето-ди-Сполето, Ферентилло, Арроне, Монтефранко, Полино, Акваспарта, часть коммуны Фолиньо (фракции Веркьяно, Роккафранка, Кураши, Али, Капосомиджале, Кроче-ди-Веркьяно, Крешенти, Колле-ди-Веркьяно, Камино, Кроче-ди-Роккафранка, Морро и часть фракции Вьоника) и часть коммуны Терни.
Кафедра архиепископа находится в городе Сполето в церкви Санта Мария Ассунта. В городе Норчия находится сокафедральный Собор Санта Мария Арджентея и Базилика Святого Бенедикта.

## История
Кафедра Сполето была основана в I веке, в то время, как кафедра Норчии появилась в III веке.
В период раннего средневековья в епархию Сполето вошла территория упраздненной епархии Мартаны, о который упоминается только один епископ IV века. Однако доказательства существования епархии Мартаны не достаточны, поэтому некоторыми исследователями её существование ставится под сомнение.
С X века епархия Норчии соединилась с епархией Сполето, под юрисдикцией которой находилась в течение нескольких столетий. Со временем в епархию Сполето также вошли епархии Спелло, Беваньи (IX век), Треви (XI век), Терни (760), Риети и часть епархии Плестии.
В 1218 году епархия Терни снова обрела самостоятельность и получила своего епископа.
В 1625 году после смерти епаископа Винченцо Аквы управление над епархией Сполето перешло к Римской курии. 29 апреля 1772 года Папа Климент XIV выделил территорию древней епархии Спелло, в которой насчитывалось более 50 церквей, из епархии Сполето и включил её в состав епархии Фолиньо..
3 января 1821 года была восстановлена епархия Норчии буллой Ad tuendam Папы Пия VII.
15 сентября 1821 года епархия Сполето была возведена в ранг архиепархии.
30 сентября 1986 года архиепархия Сполето и епархия Норчии были объединены архиепархию Сполето-Норчии.

## Ординарии епархии

### Кафедра Сполето
- Святой Брикций I (50);
- Святой Иоанн I;
- Святой Феликс (II век);
- Святой Элигий (II век);
- Святой Анфим[итал.] (176—?)
- Святой Фелициан (III век)
- Святой Сатурнин (230—270);
- Святой Савин (303);
- Святой Брикций II (319);
- Святой Марциал (320);
- Святой Цецилиан (351);
- Святой Амасий (382—395);
- Святой Ахиллей (402—418)
- Святой Спес (420—452);
- Святой Амасий (476—489);
- Святой Мелетий (490);
- Святой Иоанн II (492—497);
- Святой Лаврентий (552—563);
- Святой Пётр (563);
- Хрисанф (590—603);
- Андрей I (670);
- Феликс II (680);
- Мональд (743—747);
- Лодегарий;
- Деодат (777—781);
- Адельм (801—814);
- Сигвальд (814—827);
- Луитарий (839—844);
- Пётр II (844—861);
- Феликс III (877);
- Альмарик (886/887—916);
- Альберт;
- Роман (961—963);
- Беренгарий (963);
- Луп (967);
- Адальберт (Эриберт) (1015);
- Берардо (1028);
- Джованни III (1032);
- Энрико (1049);
- Андреа II (1066);
- Родольфо (1080);
- Саломоне (1102);
- Энрико II Гвальфреди (1114) — бенедиктинец;
- Мануальдо (1135);
- Бараттале (1144);
- Лотарио (1173—1178);
- Трансарико (1178);
- Маттео (1190—1198);
- Бенедетто (1199);
- Никола Порта (1208—1235);
- Бартоломео Аккорамбони (1236—1271);
- Томмазо де Анджелис (1271—1278);
- Роландо Таверна (1278—1275);
- Папероне де Паперони (21.07.1285—1290) — доминиканец;
- Джерардо (Пикалотти) ди Палиано (04.03.1290—1295) — доминиканец, назначен епископом Арраса;
- Франческо (28.03.1295—1299) — францисканец;
- Никколо Альберти (01.07.1299—18.12.1303) — доминиканец, назначен епископом Остии;
- Джованни де Пренесте (23.12.1303—1307);
- Пьетро ди Монтикьелло (06.03.1307—1320);
- Бартоломео де Бардис (27.02.1320—1344) — августинец-еремит;
- Пьетро (1346);
- Джованни (23.10.1349—1369);
- Бернард де Бонневаль (10.02.1371—18.07.1371) — назначен епископом Болоньи;
- Джакомо Мути (18.07.1371—1374);
- Галард де Палейрак де Бельовид (1374—1378);
- Фердинандо (1379—1390);
- Лоренцо Корвини (29.11.1390—1403);
- Карло (1403) — избранный епископ;
- Агостино Каччагуэрри (27.02.1404—1410);
- Якопо Палладини[итал.] (18.07.1410—1417);
- Никола Вивари (1417—01.02.1419) — назначен епископом Кьети;
- Джакомо де Турдис ди Кампли (1419—1424);
- Джакомо Буччи ди Каве (07.07.1424—11.11.1424);
- Лотто Сарди (21.03.1427—1445);
- Сагаче де Комитибус (30.05.1446—1448);
- Берардо Эроли[итал.] (1448—08.12.1474);
- Костантино Эроли[итал.] (08.12.1474—1500);
- Франческо Эроли[итал.] (1500—1540);
- Фабио Виджили (24.09.1540—1553);
- Фульвио Джулио делла Корнья[итал.] (22.06.1553—1555) — апостольский администратор;
- Алессандро Фарнезе (1555—16.12.1562) — апостольский администратор;
- Флавио Орсини[итал.] (16.12.1562—16.05.1581);
- Пьетро Орсини (16.05.1581—05.04.1591) — назначен епископом Аверсы;
- Паоло Санвитале (26.04.1591—11.05.1600);
- Альфонсо Висконти[итал.] (10.09.1601—19.09.1608);
- Маффео Барберини (27.10.1608—17.07.1617) — избран Папой под именем Урбана VIII;
- Лоренцо Каструччи (17.07.1617—1655);
- кардинал Чезаре Факкинетти (02.08.1655—14.11.1672) — назначен епископом Палестрины;
- Людовико Шаманна (1675—1688);
- кардинал Опицио Паллавичини (28.11.1689—08.08.1691) — назначен архиепископом Озимо (персональный титул);
- кардинал Марчелло Дураццо (27.08.1691—07.02.1695);
- Пьетро Гадди[итал.] (07.02.1695—1710);
- Карло Джачинто Ласкарис (1711—1726) — доминиканец;
- Пьетро Карло Бенедетти (05..06.1726—1739);
- Людовико Анкайани (16.11.1739—1743);
- Паоло Бонавиза (11.03.1743—21.07.1759);
- Винченцо Аква[итал.] (19.11.1759—31.03.1772);
- Франческо Мария Локателли (1 июня 1772 — 13 февраля 1811);
- Франческо Канали (26.09.1814—28.08.1820) — назначен епископом Тиволи;
- Марио Анкайани (1821—24.02.1827);
- Блаженный Джованни Мария Мастай-Ферретти (21.05.1827—17.12.1832) — назначен архиепископом Имолы (персональный титул), затем избран Папой под именем Пия IX;
- Иньяцио Джованни Кадолини (17.12.1832—12.02.1838) — назначен титулярным архиепископом Эдессы;
- Джованни Саббьони (12.02.1838—1852);
- Джованни Баттиста Арнальди (07.03.1853—1867);
- Доменико Каваллини Спадони (27.10.1871—28.02.1879) — назначен титулярным архиепископом Аданы;
- Эльвецио Мариано Пальяри (28.02.1879— 1900);
- Доменико Серафини (16.04.1900—02.03.1912) — бенедиктинец, назначен титулярным архиепископом Селевкии Пиерии;
- Пьетро Пачифичи (20.08.1912—07.04.1934) — сомаскинец;
- Пьетро Тальяпеьетра (12.09.1934—11.05.1948);
- Марио Раффаэле Радосси (07.07.1948—23.06.1967) — францисканец-конвентуал;
- Уго Полетти (26.06.1967—03.07.1969) — назначен вице-епископом Рима;
- Джулиано Агрести[итал.] (07.11.1969—25.03.1973) — назначен архиепископом Лукки;
- Отторино Пьетро Альберти[итал.] (09.08.1973—30.09.1986) — назначен архиепископом Сполето-Норчии;

### Кафедра Норчии
- Святой Костантин Урсин (311—314);
- Стефан (490);
- Примев;
- Иоанн;
  - Кафедра объединена с кафедрой Сполето (начало X века — 1821);
- Гаэтано Бонанни (27.06.1821—1843);
- Леттерио Турки (03.04.1843—20.05.1850) — назначен епископом Читта-ди-Кастелло;
- Раффаэле Баккеттони (20.05.1850—13.12.1880);
- Доменико Букки-Аччика (13.12.1880—30.12.1889) — назначен епископом Орвьето;
- Мариано Каваши (1889—1894);
- Никола Раньери (18.03.1894—1905) — францисканец;
- Эрколино Марини (11.12.1905—02.06.1915) — назначен архиепископом Амальфи;
- Винченцо Мильорелли (11.07.1916—10.08.1927) — назначен епископом Сан-Северино;
- Сеттимио Перони (17.12.1928—1951);
- Иларио Роатта[итал.] (27.03.1951—08.03.1960) — назначен епископом Сант’Aгатa-дей-Готи;
- Альберто Джузеппе Скола (28.03.1960—13.05.1972);
- Джулиано Агрести[итал.] (13.05.1972—25.03.1973) — назначен архиепископом Лукки;
- Отторино Пьетро Альберти[итал.] (09.08.1973—30.09.1986) — назначен архиепископом Сполето-Норчии;

### Кафедра Сполето-Норчии
- Отторино Пьетро Альберти[итал.] (30.09.1986—23.11.1987) — назначен архиепископом Кальяри;
- Антонио Амброзиано (04.01.1988—07.02.1995);
- Рикардо Фонтана[итал.] (16.12.1995—16.07.2009) — назначен архиепископом Ареццо-Кортоны-Сансеполькро (персональный титул);
- Ренато Боккардо[итал.] (с 16 июля 2009 года — по настоящее время).

## Статистика
На конец 2010 года из 104 215 человек, проживающих на территории епархии, католиками являлись 101 750 человек, что соответствует 97,6% от общего числа населения епархии.
| год  | население | население | население | священники | священники        | священники         | священники                           | постоянные диаконы | монахи  | монахи  | приходы |
| год  | католики  | всего     | %         | всего      | белое духовенство | черное духовенство | число католиков на одного священника | постоянные диаконы | мужчины | женщины | приходы |
| ---- | --------- | --------- | --------- | ---------- | ----------------- | ------------------ | ------------------------------------ | ------------------ | ------- | ------- | ------- |
| 1949 | 108.900   | 110.000   | 99,0      | 219        | 144               | 75                 | 497                                  |                    | 25      | 391     | 173     |
| 1970 | 84.118    | 84.138    | 100,0     | 186        | 128               | 58                 | 452                                  |                    | 65      | 364     | 177     |
| 1980 | 76.310    | 76.530    | 99,7      | 166        | 124               | 42                 | 459                                  |                    | 47      | 370     | 152     |
| 1990 | 92.390    | 92.650    | 99,7      | 173        | 126               | 47                 | 534                                  | 1                  | 63      | 402     | 138     |
| 1999 | 94.220    | 94.500    | 99,7      | 154        | 111               | 43                 | 611                                  | 1                  | 48      | 372     | 138     |
| 2000 | 94.220    | 94.500    | 99,7      | 156        | 110               | 46                 | 603                                  | 1                  | 51      | 372     | 137     |
| 2001 | 94.220    | 94.500    | 99,7      | 155        | 109               | 46                 | 607                                  | 1                  | 62      | 372     | 137     |
| 2002 | 100.501   | 101.385   | 99,1      | 148        | 102               | 46                 | 679                                  |                    | 70      | 372     | 141     |
| 2003 | 100.501   | 101.385   | 99,1      | 148        | 104               | 44                 | 679                                  | 5                  | 71      | 349     | 74      |
| 2004 | 100.562   | 101.472   | 99,1      | 148        | 97                | 51                 | 679                                  | 6                  | 78      | 328     | 74      |
| 2010 | 101.750   | 104.215   | 97,6      | 141        | 83                | 58                 | 721                                  | 5                  | 73      | 293     | 76      |